# Battersea Power Station (metropolitana di Londra)
Battersea Power Station è una stazione della metropolitana di Londra, ed è il capolinea della diramazione di Battersea della linea Northern.
La sua costruzione è stata finanziata in parte dal progetto di ristrutturazione della Stazione elettrica di Battersea.

## Storia

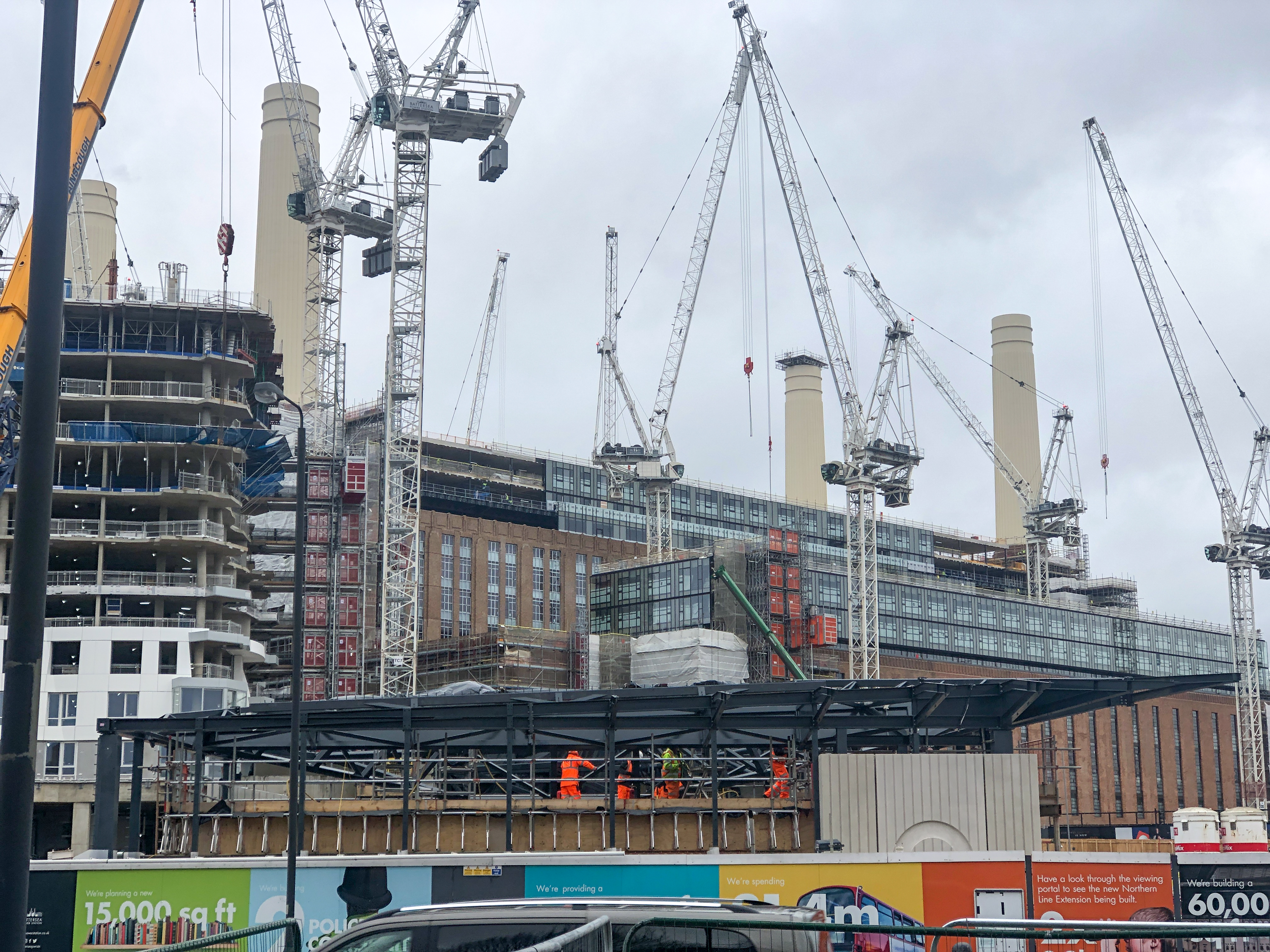
Ingresso della stazione in costruzione nel 2020

Il progetto dell'estensione della linea Northern verso Nine Elms e Battersea venne approvato dal Ministero dei Trasporti nel novembre 2014 e la costruzione iniziò nel 2015. La data di completamento originariamente prevista era il 2020. Lo scavo dei tunnel necessari all'estensione iniziò a partire da Battersea nel marzo 2017, con l'utilizzo di due talpe meccaniche battezzate Helen e Amy.
Nella bozza del Business Plan 2014 della TfL, sulla mappa della rete prevista per il 2021 la stazione capolinea fu denominata "Battersea Power Station", anziché semplicemente "Battersea", come era indicata in precedenti pubblicazioni. Nel dicembre 2015, la TfL confermò che il nome della stazione sarebbe stato "Battersea Power Station". Questo significa che la stazione è l'unica della rete della metropolitana ad avere il termine "station" nella sua denominazione ufficiale.
Nel dicembre 2018 il sindaco di Londra, Sadiq Khan, annunciò che il completamento del progetto sarebbe stato rinviato fino al settembre 2021 per aumentare la capacità della stazione di fare fronte a un numero di passeggeri superiore a quanto originariamente previsto.
Nel giugno 2019 i lavori principali di scavo e posa dei binari erano stati completati e un treno di prova effettuò le prime corse sulla linea. Nel febbraio 2020 la costruzione della stazione era stata quasi completata, con l'installazione delle banchine, delle scale mobili e delle insegne della TfL. Il primo viaggio di un treno passeggeri sulla linea si è svolto nel periodo natalizio del 2020, per effettuare i collaudi del sistema di segnalazione.

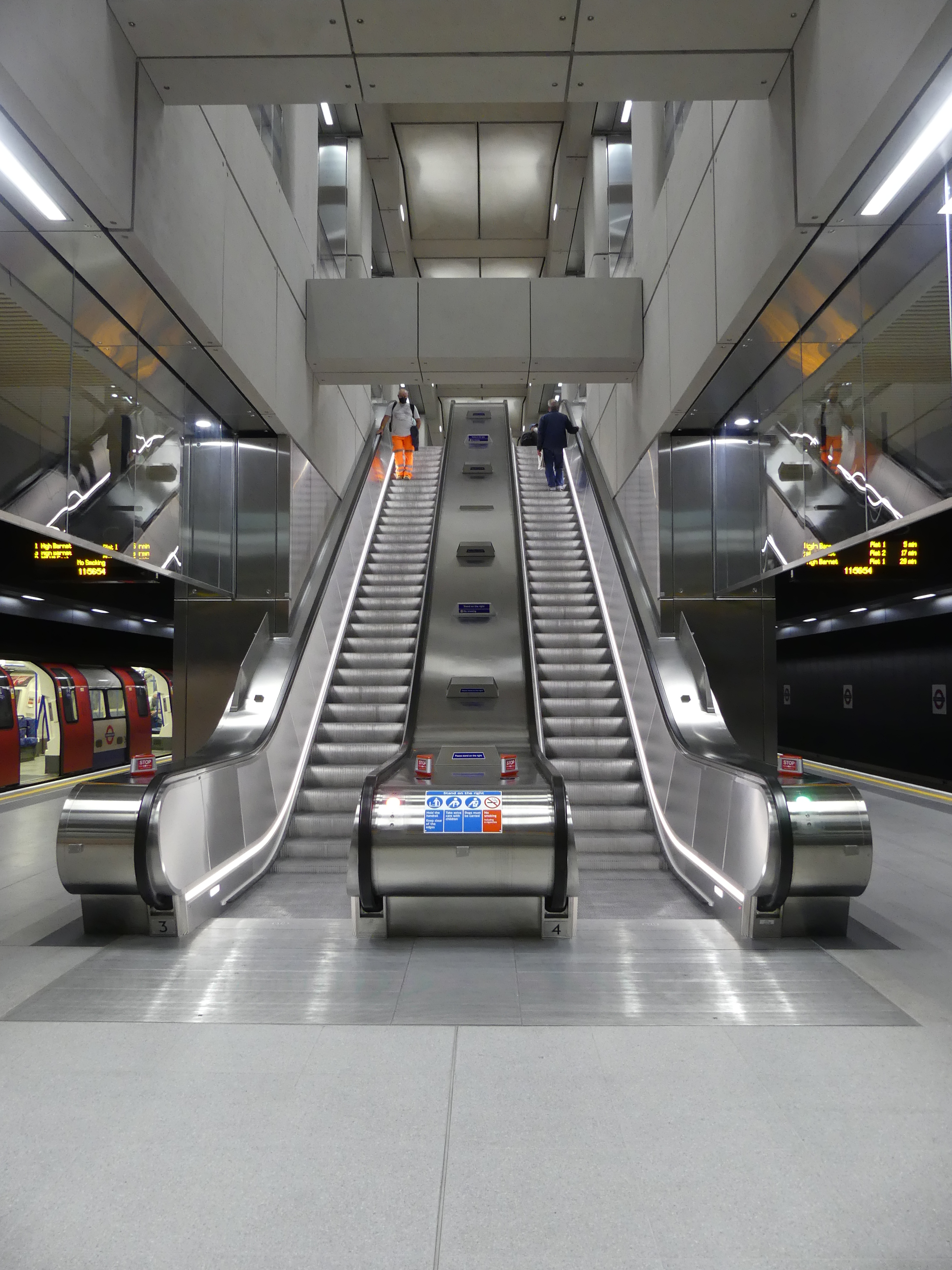
Scale mobili nella stazione

La stazione è stata aperta il 20 settembre 2021.

## Strutture e impianti
La stazione di Battersea Power Station è situata su Battersea Park Road, nelle vicinanze della stazione di Battersea Park.
Ha due binari e due piattaforme. La stazione si trova nella Travelcard Zone 1 ed è il capolinea della nuova estensione di Battersea, anche se è stata presa in considerazione una possibile futura estensione fino alla stazione di Clapham Junction.

## Movimento
I treni da e per la stazione di Battersea Power Station passano solo per il ramo di Charing Cross della linea Northern, dato che l'estensione è una diramazione del c.d. "Kennington loop" alla stazione di Kennington.
Il servizio feriale in orario di morbida consta di:
- 8 treni all'ora per High Barnet via Charing Cross,
- 2 treno all'ora per Mill Hill East via Charing Cross.

## Interscambi
Nelle vicinanze della stazione effettuano fermata alcune linee urbane automobilistiche, gestite da London Buses.
- Fermata autobus

È permesso l'interscambio esterno con la vicina stazione ferroviaria di Battersea Park.